# Jean Castellan (verrier)
Pour les articles homonymes, voir Castellan et Jean Castellan.
Jean Castellan, né en 1603 et mort en 1672, est un verrier italien, originaire d'Altare. Il s'établit dans un premier temps à Liège avec son frère Giuseppe, puis à Nevers à partir de 1647 en reprenant la verrerie d'Horazio Ponte. À son décès, son fils Michel Castellan et son beau-fils Marc de Bormiol décident de reprendre la fabrique.

## Biographie

### Famille
Fils de Gugliemo di Giovanni et de Petronile, Jean Castellan, né Giovanni Castellano en 1603, a pour marraine Biancafiore Perrotto, fille de Francesco Saroldo et épouse de Francesco Perrotto, dont le petit-fils Bernard Perrot connaîtra le succès en tant que verrier. Bernard Perrot est par ailleurs le neveu de Jean Castellan.
Son frère Giuseppe, marié à Liège en 1643 et avec qui il travaille dans la ville à ses débuts, n'est jamais devenu propriétaire de verrerie : il n'a plus quitté Liège après son arrivée, devenant employé de la verrerie Bonhomme pendant une grande partie de sa carrière.
Il est le beau-frère du verrier Horazio Ponte : il a épousé sa sœur Marie Ponte le 16 juin 1626 en l'église Saint-Eugène d'Altare. Ils ont un fils et une fille : Michel (né à Altare en 1645) et Marie (née à Altare en 1641). Sa fille Marie est mariée à l'âge de 17 ans à un fils de verrier altarais, Marc de Bormiol, le 3 septembre 1658 à Nevers,. Ils ont ensemble treize enfants. Quant à son fils Michel, il se marie trois fois : avec Louise Foucambargue en 1671, avec Françoise Coquard en 1685 et enfin avec Marie Gentil. Il est le père de six enfants.
En 1645, Jean et Marie Castellan deviennent parrain et marraine de Marie Perrotto, sœur de Bernard Perrot, renforçant ainsi les liens avec cette branche de la famille.

### Verrerie de Nevers

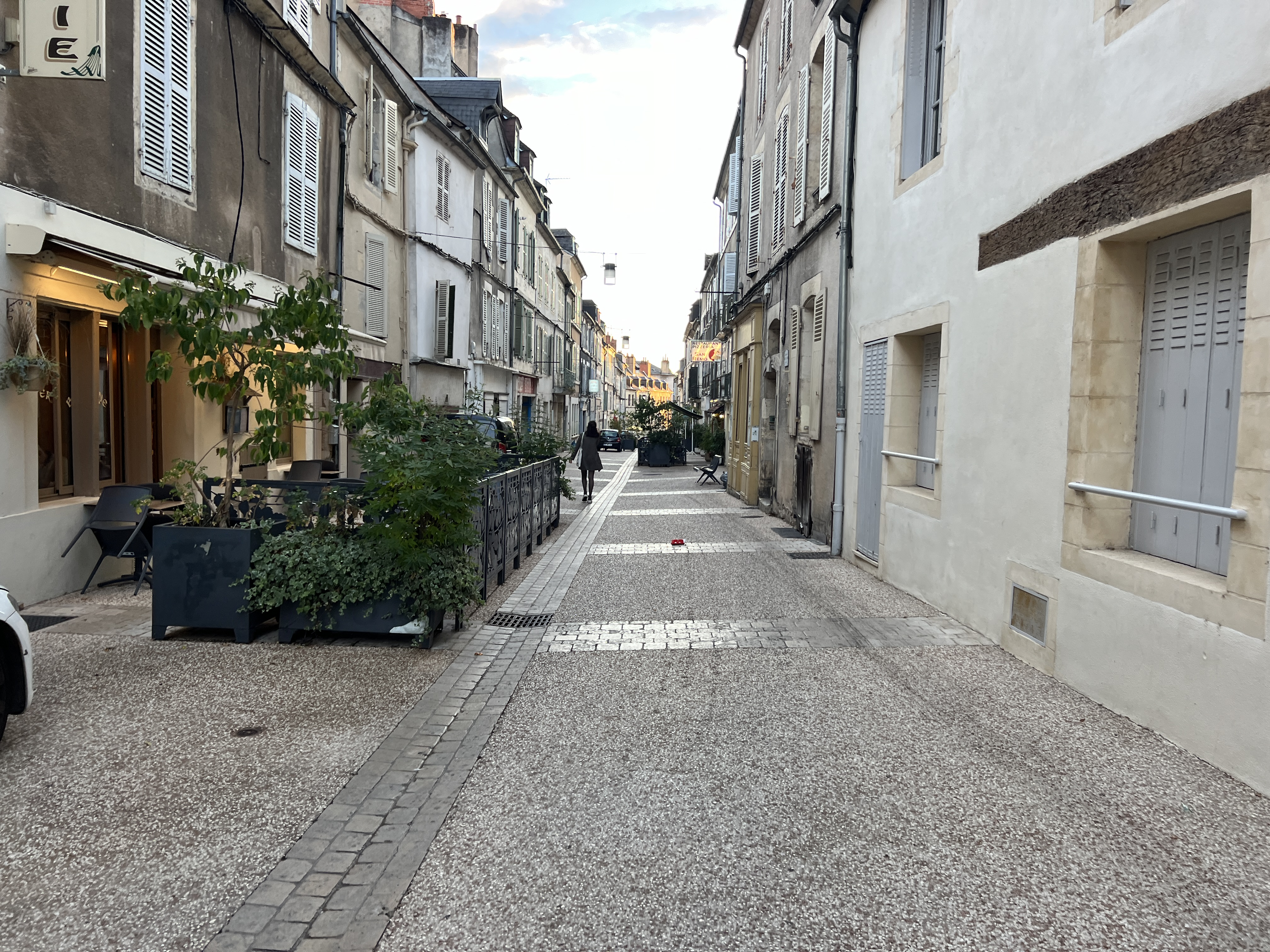
La verrerie était située rue de la Tartre à Nevers. Cette rue détruite se situait à l'emplacement de l'actuelle rue du 14 Juillet, ici en 2023.

Originaire d'Altare, Jean Castellan est maître-verrier à la verrerie de Liège en 1638 avec son frère Giuseppe (ou Joseph), il y travaille d'ailleurs toujours en 1645. Après l'échec de son défunt beau-frère Horazio Ponte, décédé sans descendance en 1645, à établir une verrerie à Nevers, Castellan tente de reprendre son initiative, en collaboration avec le verrier Bernardo Perrotto,, les deux verriers ayant préalablement signé un acte de société à Altare le 29 août 1646 qui expire en 1651,. La succession de Ponte se passe sans grand heurt, sa veuve Suzanne d'Albane acceptant même de leur louer les bâtiments de la verrerie. Ils signent ainsi un bail de trois années pour la location de la verrerie le 20 juillet 1647,. 
Les relations de la famille de son épouse, Marie Ponte, avec Nevers ont sans doute joué dans le choix de Castellan de reprendre la verrerie d'Horazio Ponte. 
Ils demandent dans le cadre de cette reprise le soutien de Marie de Gonzague, tutrice de Charles II, qui a donc le contrôle du duché de Nevers : celle-ci recommande les deux verriers auprès des échevins de Nevers le 5 avril ou août 1647, qui les autorisent à installer leur verrerie dans la commune le 8 août 1647,,. Ils sont par ailleurs exemptés de subsistance, de contributions et de logement des gens de guerre,. Exemptions qui s'ajoutent sûrement à celles traditionnellement accordées aux verriers, cependant aucune preuve ne permet de le confirmer.
Les liens entre Bernardo Perrotto et Jean Castellan se renforcent d'ailleurs la même année : son épouse, Bernarda Sappa, devenant la marraine du dernier enfant de Castellan, Francesco Michele. Le 23 juin 1651, Perrotto et Castellan signent un nouveau contrat de société poursuivant pour trois années le précédent contrat expiré,,. Mal-en-point, Castellan rédige son testament le 8 septembre 1651 dans lequel il donne l'ensemble de ses biens à son épouse. L'association entre Perrotto et Castellan n'est pas reconduite au terme de la période en 1654.
Ne laissant plus de trace après 1651, Perrotto est peut-être décédé entre 1656 et 1658, cette hypothèse expliquerait ainsi l'empressement de Castellan à marier sa fille si jeune : ce mariage lui permet de compter sur son gendre pour le travail et la gestion de l'entreprise, le contrat de mariage obligeant son gendre à travailler dans la verrerie pendant six ans,. Sa date de décès reste toutefois incertaine : on sait seulement qu'il meurt avant sa femme, qui elle, décède en 1667 à Altare.
La verrerie connaît par ailleurs un certain passage à vide durant la Fronde. Le 29 octobre 1656, Castellan obtient d'Anne de Gonzague une ordonnance confirmant ses droits et son entreprise, pour répondre aux difficultés qui lui sont faites par d'autres travailleurs italiens et français (Cuore, Rivettà, Rosetti). En 1657, Charles II lui accorde la jouissance quasi gratuite d'une grange proche du château.
Nouant des contacts avec Mazarin, héritier en Nivernais du duc de Mantoue, il obtient de lui que son privilège soit confirmé par Louis XIV le 20 avril 1661,. Ce privilège lui assure un monopole de trente ans pour la fourniture des villes de la Loire et de ses affluents de Nevers à Poitiers, attisant la colère des verriers parisiens. Les opposants de Castellan empêchent ainsi l'enregistrement des lettres patentes au Parlement de Paris et Eustache Le Maréchal, propriétaire de la principale fabrique parisienne, se pourvoit contre l'acte en requête civile,.
Surtout en rapport avec l'intendant de Mazarin, Jean-Baptiste Colbert (qui compte parmi ses clients), celui-ci permet à Castellan de triompher des tentatives d'oppositions,. Colbert et Castellan sont peut-être entrés en contact à la suite de l'inventaire dressé par Colbert de la richesse des provinces, comme les lettres de leur correspondance semblent le montrer. En reconnaissance de cette intervention, Castellan envoyait de belles pièces de sa production à Colbert, il demandait par ailleurs à Paris des avances pour combler des difficultés de trésorerie, comme en témoigne une lettre du 9 août 1664 adressée à Colbert et lui demandant un prêt de 1 000 écus,.
Castellan s'occupe ainsi de débaucher des ouvriers vénitiens pour les usines françaises, notamment par l'entremise de son gendre Marc de Bormiol. C'est ainsi que sont venus s'installer en France les verriers Antonio Cimegotto, Hieronimo Barbini, Giovanno Civrano et Domenico Morasse. Seulement six des verriers recrutés par Castellan restèrent finalement en France,. Il est récompensé pour son zèle et reçoit une subvention de 4 600 livres en août 1665 et voit les lettres du 20 avril 1661 être confirmées le 30 septembre 1665, réglant ainsi le différend avec Eustache Le Maréchal en autorisant Castellan à vendre partout, même à Paris en dépit du privilège de Le Maréchal,. Le texte est enregistré définitivement au Parlement de Paris le 11 décembre 1665, permettant ainsi à la verrerie de s'accroître. Pour que la verrerie conserve son caractère italien, Castellan n'hésita pas à recruter régulièrement des ouvriers altarais ou vénitiens.
En 1666, il touche à deux reprises 1 000 livres pour les missions de son fils Michel et de son gendre Marc de Bormiol débauchant des ouvriers de Murano,. Le 14 juin 1667, le commissaire départi à la généralité de Nevers, Henri Lambert d'Herbigny, confirme la noblesse de Castellan. En septembre 1671, il intervient auprès de Colbert contre les verriers qui voulaient faire concurrence à son neveu Bernard Perrot, objectant que cette concurrence lui ferait également de l'ombre. Castellan a d'ailleurs cédé à son neveu son privilège d'exclusivité de commerce le long de la Loire.

### Postérité
Après son décès, la verrerie est dirigée par son fils Michel et son beau-fils Marc de Bormiol à partir de 1673. En 1682, Michel se retire de l'entreprise et laisse l'affaire à son beau-frère. Au décès de celui-ci, en 1685, Michel Castellan reprend la verrerie jusqu'à sa mort, en 1721. Sa veuve Marie Gentil tente de continuer la fabrication, aidée de son neveu Bernard de Bormiol, mais elle abandonne en 1726 et lui vend la verrerie,. La production est donc reprise par Bernard de Bormiol, fils de Marc de Bormiol, jusqu'à son décès en 1745. Sa veuve, Catherine Levêque, en garde la gestion, alors même que son défunt mari avait assuré à ses neveux, Antonio Bormiolo et Louis Bormiol de Fouchambault, en 1736, qu'il leur laisserait la jouissance du bail de la verrerie à son décès. En 1771, l'entreprise finit par déposer le bilan.
La réputation de la verrerie continue de s'accroître au fil des ans. Au XVIIIe siècle, ses successeurs continuent de revendiquer la réputation de leur illustre ancêtre Jean Castellan, qu'ils considèrent comme le fondateur de la verrerie. La verrerie continue de se développer : en 1716, Bernard de Bormiol veut établir une verrerie en Champagne ; en 1743, Louis Castellan demande la confirmation du monopole de la fabrique de Nevers ; en 1772, l'héritière de la verrerie, madame de Bormiol, demande la confirmation de ses privilèges.